# Pulau Selayar
Pulau Selayar är en ö i Indonesien.   Den ligger i provinsen Sulawesi Selatan, i den centrala delen av landet, 1 500 km öster om huvudstaden Jakarta. Arean är 666 kvadratkilometer.
Terrängen på Pulau Selayar är lite kuperad. Öns högsta punkt är 617 meter över havet. Den sträcker sig 81,3 kilometer i nord-sydlig riktning, och 15,4 kilometer i öst-västlig riktning.